# Мартен Вінклер
Мартен Вінклер (нім. Marten Winkler, нар. 31 жовтня 2002, Франкфурт-на-Одері, Німеччина) — німецький футболіст, нападник берлінської «Герти».

## Ігрова кар'єра

### Клубна
Мартен Вінклер є вихованцем берлінських клубів «Уніон» та «Герта». Починаючи з сезону 2020/21 Вінклер грав за другу команду «Герти» в Регіональній лізі.
15 травня 2021 року в останньому турі чемпіонату країни проти «Кельна» Вінклер дебютував на професійному рівні. Сезон 2022/23 нападник провів, граючи на правах оренди в клубі Ліги 3 «Вальдгоф». В наступному сезоні футболіст повернувся до «Герти», яка вже грала в Другій Бундеслізі.

### Збірна
У 2019 році Мартен Вінклер провів одну гру в складі юнацької збірної Німеччини (U-18).